# Liste des trophées des Penguins de Pittsburgh
Les Penguins de Pittsburgh est le nom d'une franchise de hockey sur glace de la Ligue nationale de hockey. Comme de nombreuses équipes, les Penguins possèdent leurs propres trophées internes (meilleur joueur, meilleur espoir, …) mais également leur propre « temple de la renommée ». Cet article présente les personnalités honorées par les Penguins.

## Le Temple de la renommée des Penguins

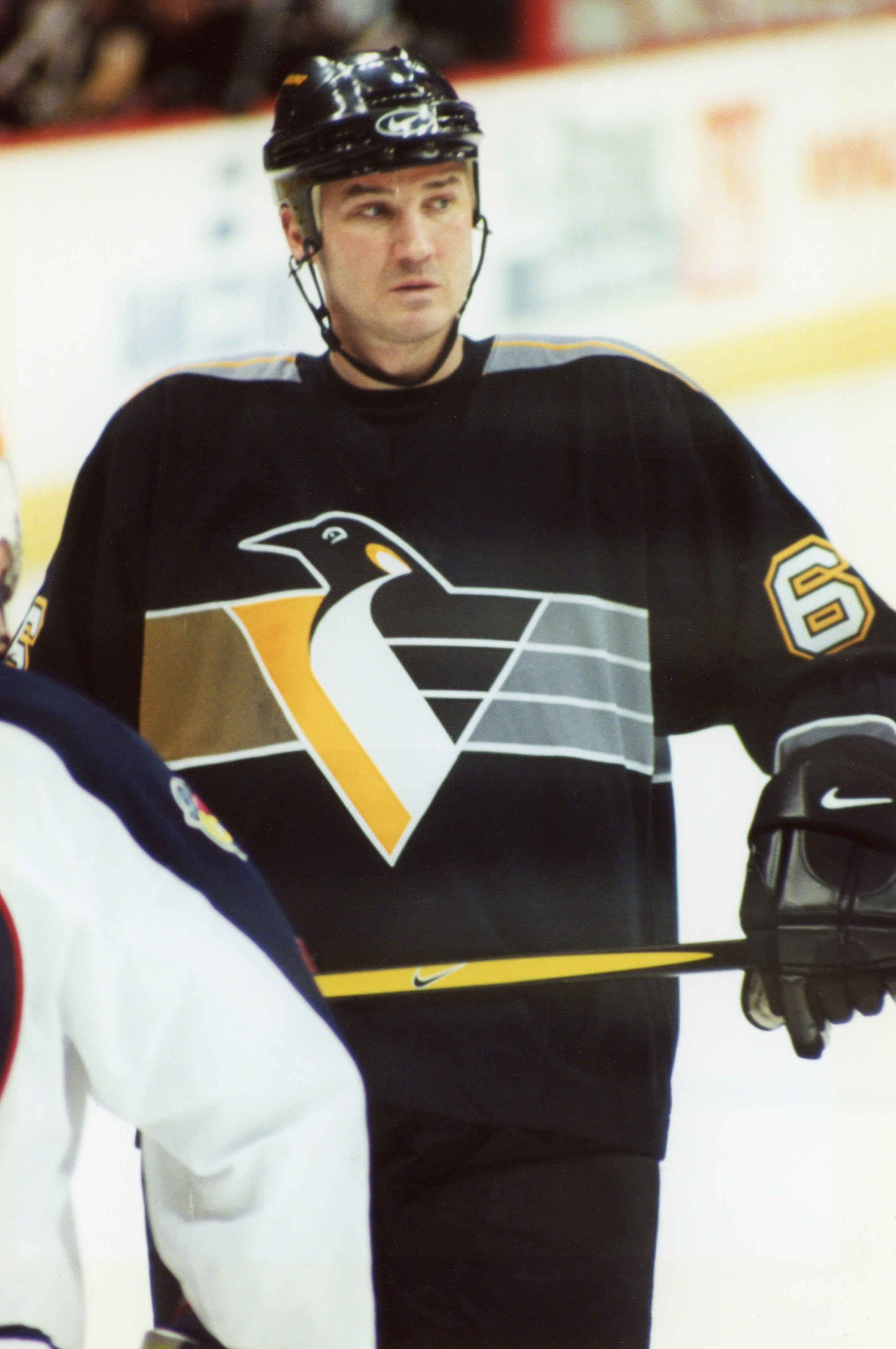
Mario Lemieux est le joueur des Penguins le plus récompensé par des honneurs que ce soit dans la LNH ou en interne.

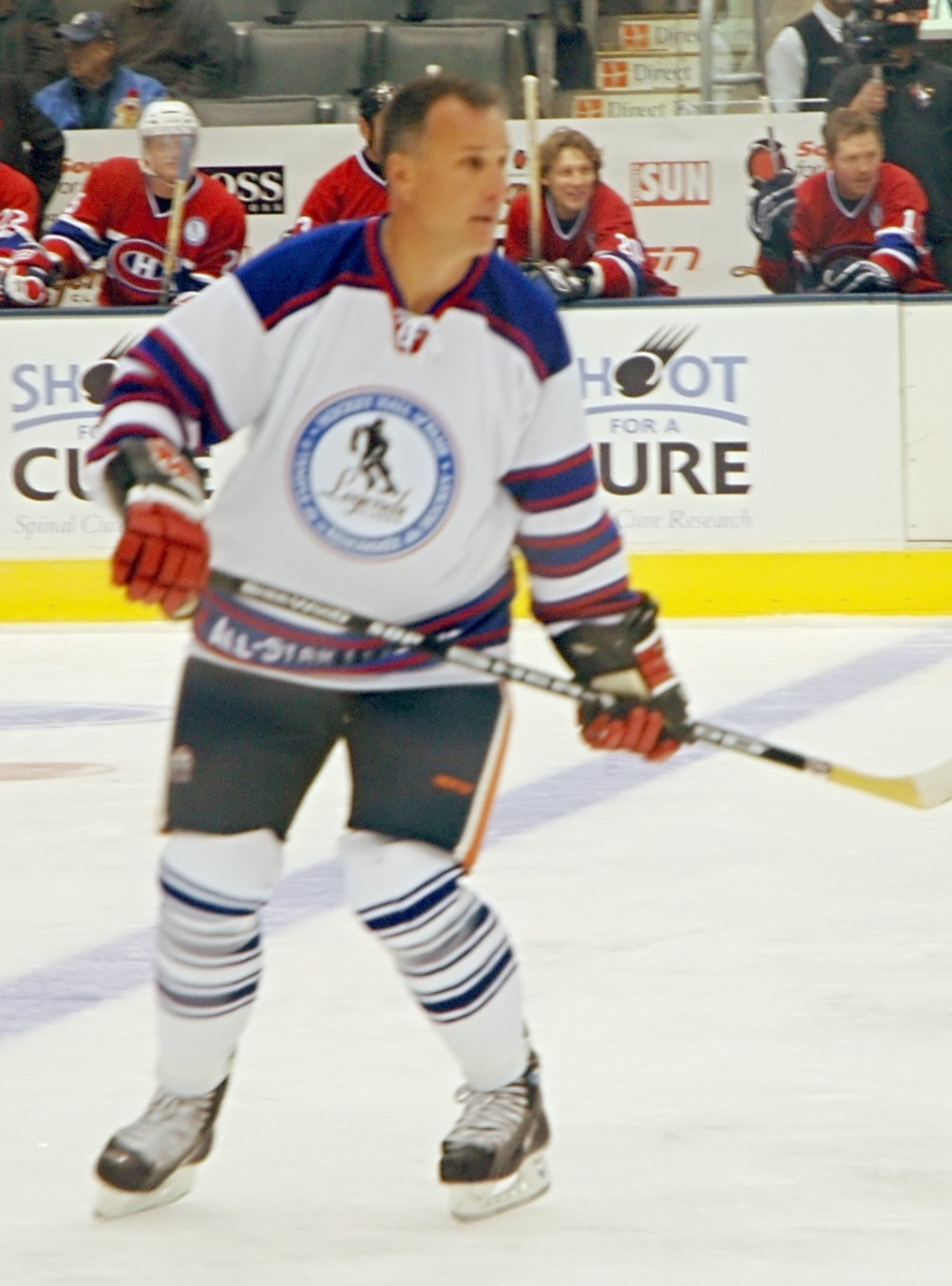
Paul Coffey, champion 1991 de la Coupe Stanley et membre du temple interne des Penguins.

Les Penguins ont mis en place leur temple de la renommée le 22 octobre 1992 et depuis, dix-huit personnes ont été intronisées dans le temple interne.
Les personnes à faire partie du temple sont :
- 1992 :
  - Rick Kehoe — ancien joueur et entraîneur des Penguins. Il est le troisième pointeur de l'histoire de l'équipe.
  - Jean Pronovost — joueur pendant dix saisons avec les Penguins.
  - Bob Johnson — entraîneur champion de la Coupe Stanley en 1990-1991.

- 1994 : Syl Apps — joueur avec les Penguins pour sept saisons et meilleur marqueur de l'équipe à trois reprises.

- 1996 :
  - Dave Burrows
  - Edward J. DeBartolo — propriétaire de l'équipe entre 1978 et 1991. Il revend la franchise peu de temps après la première Coupe Stanley. Il est mort le 19 décembre 1994 à l'âge de 85 ans.
  - Elaine Heufelder — assistante de direction pendant 35 ans auprès des différents directeurs de l'équipe. Elle a pris sa retraite après la saison 2002-2003.

- 1999 :
  - Mario Lemieux — il a joué toute sa carrière avec les Penguins, a remporté les deux Coupes Stanley et détient la majorité des records de l'équipe.
  - Jack Riley — premier directeur général de l'équipe en 1967.

- 2000 : Joe Mullen — il a joué six saisons avec les Penguins remportant deux Coupes Stanley et a servi par la suite comme entraîneur adjoint.

- 2001 :
  - Craig Patrick — ancien directeur général de l'équipe pendant 16 saisons.
  - A.T. Caggiano — responsable du vestiaire de l'équipe de la première saison de l'équipe jusqu'au jour de sa mort 33 ans plus tard en mai 2000.
  - Mike Lange — commentateur radio des matchs des Penguins entre 1974-1975 et 2003-2004.

- 2003 :
  - Les Binkley — tout premier joueur à avoir signé un contrat professionnel avec les Penguins.
  - Ulf Samuelsson — double champion de la Coupe Stanley et
  - Vince Lascheid — joueur d'orgue dans le Mellon Arena pendant 30 ans. Il décède le 20 mars 2009 à l'âge de 85 ans[1].

- 2007 :
  - Paul Coffey — défenseur de l'équipe entre 1987 et 1992 avec une moyenne d'un point par match au cours de sa carrière avec les Penguins.
  - Frank Sciulli — a vécu dans l'ombre du vestiaire des Penguins depuis 1967 jusqu'à sa mort au cours de l'été 2007.

## Trophées internes des Penguins

### Meilleurerookie

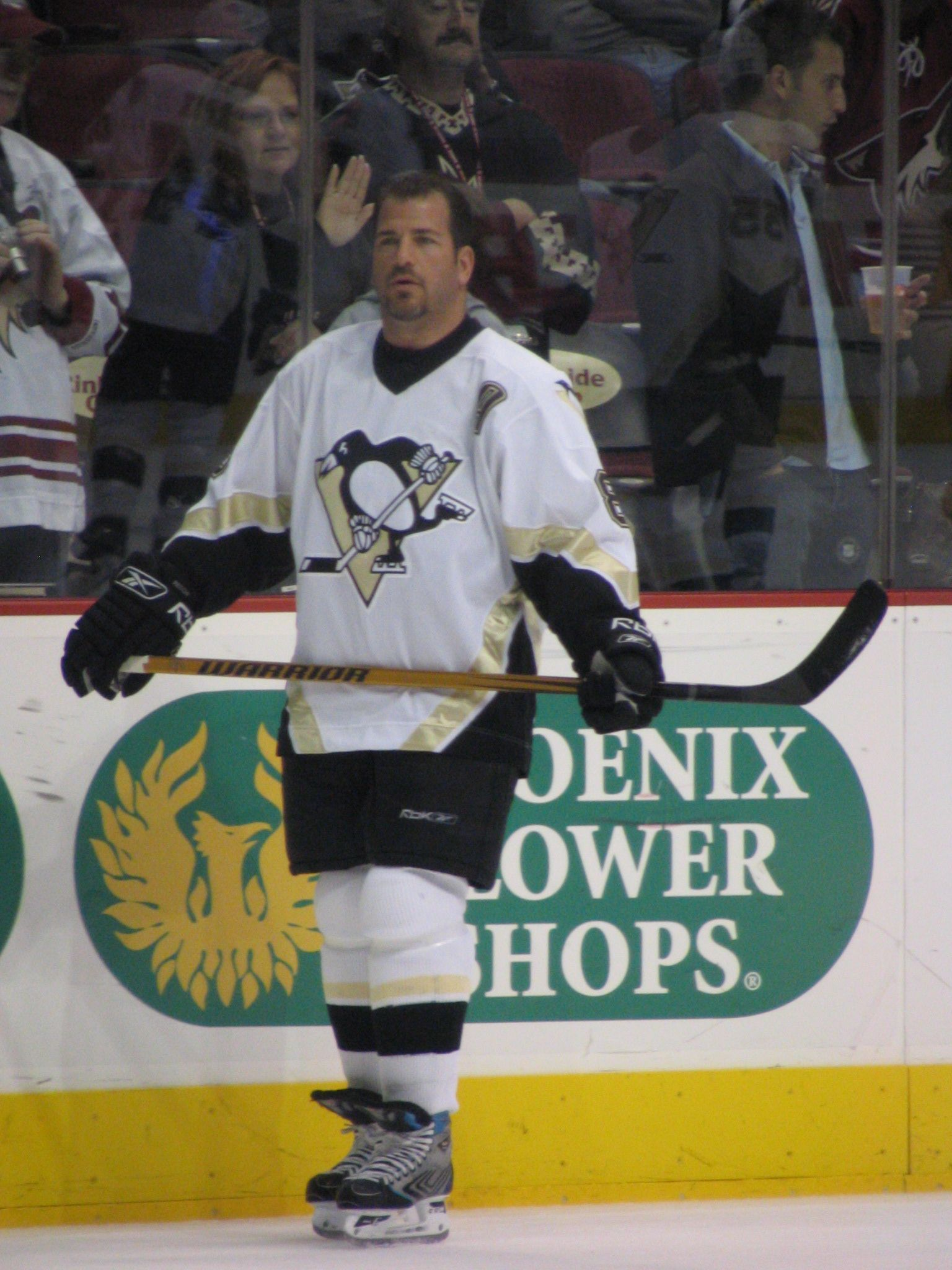
Mark Recchi, récompensé par de nombreux trophées des Penguins, a joué 418 matchs sous le maillot des Penguins.

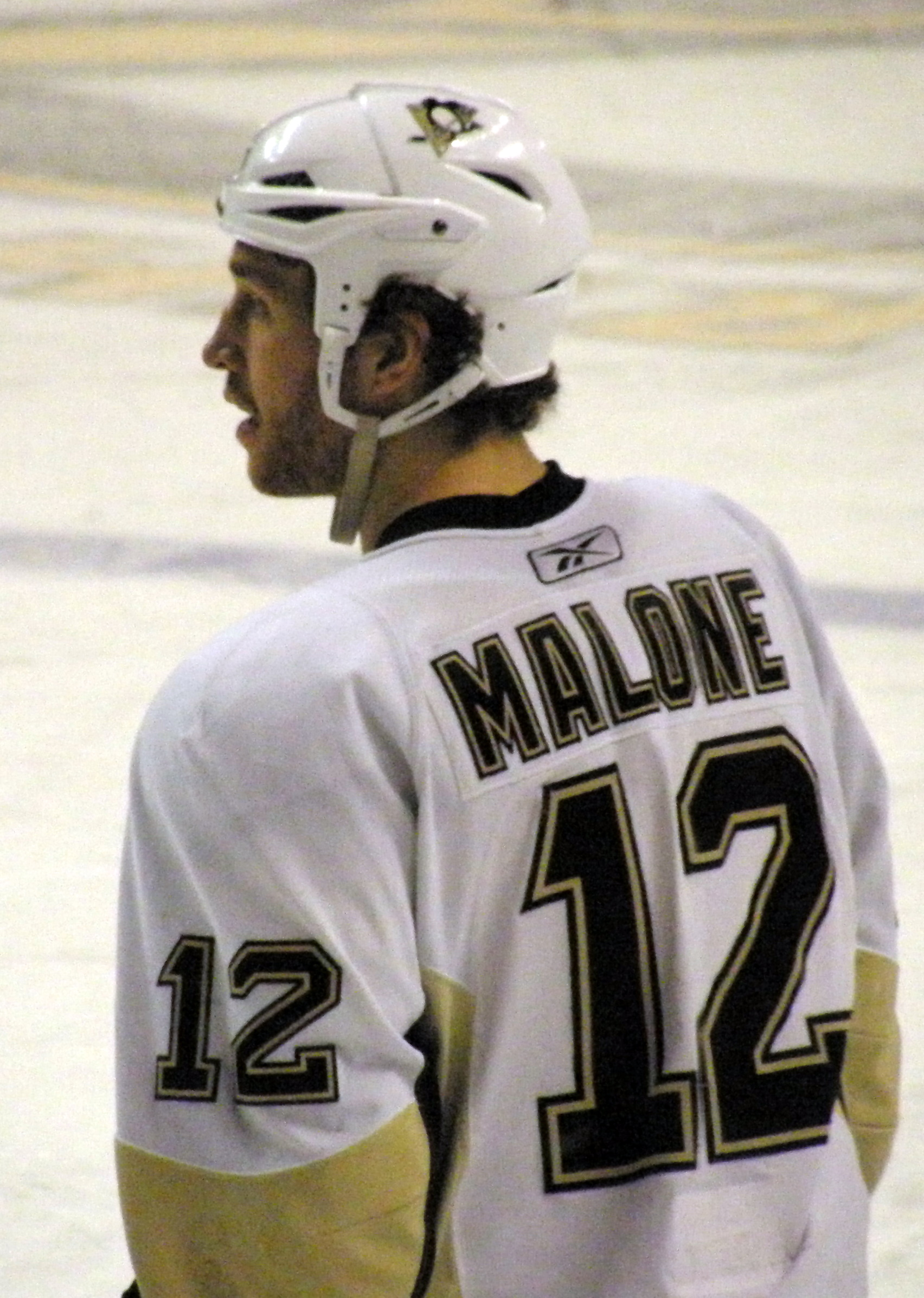
Ryan Malone, un des premiers joueurs de l'histoire de Pittsburgh à atteindre la finale de la Coupe Stanley, meilleure recrue en 2004.

Chaque année le meilleur « rookie » de l'équipe reçoit un prix. Ce trophée porte depuis le début des années 1970 le nom de Michel Brière, joueur pour les Penguins pendant une saison et mort après un accident de voiture. Le titre officiel du trophée en anglais est Michel Briere Memorial Trophy.
- 1967-1968 - Les Binkley
- 1968-1969 - Jean Pronovost
- 1969-1970 - Michel Brière
- 1970-1971 - Greg Polis
- 1971-1972 - Dave Burrows
- 1972-1973 - pas de vainqueur
- 1973-1974 - Ron Lalonde
- 1974-1975 - Pierre Larouche
- 1975-1976 - pas de vainqueur
- 1976-1977 - Greg Malone
- 1977-1978 - Peter Lee
- 1978-1979 - Greg Millen et Rod Schutt
- 1979-1980 - Paul Marshall
- 1980-1981 - Mark Johnson
- 1981-1982 - Mike Bullard
- 1982-1983 - Dave Hannan
- 1983-1984 - Roberto Romano
- 1984-1985 - Mario Lemieux
- 1985-1986 - Jim Johnson
- 1986-1987 - pas de vainqueur
- 1987-1988 - Rob Brown
- 1988-1989 - Zarley Zalapski
- 1989-1990 - Mark Recchi
- 1990-1991 - Jaromír Jágr
- 1991-1992 - Jim Paek
- 1992-1993 - Shawn McEachern
- 1993-1994 - pas de vainqueur
- 1994-1995 - pas de vainqueur
- 1995-1996 - pas de vainqueur
- 1996-1997 - Patrick Lalime
- 1997-1998 - Peter Skudra
- 1998-1999 - Jan Hrdina
- 1999-2000 - Jean-Sébastien Aubin
- 2000-2001 - pas de vainqueur
- 2001-2002 - Johan Hedberg
- 2002-2003 - pas de vainqueur
- 2003-2004 - Ryan Malone
- 2004-2005 - pas de vainqueur
- 2005-2006 - Sidney Crosby
- 2006-2007 - Ievgueni Malkine et Jordan Staal
- 2007-2008 - Kristopher Letang
- 2008-2009 - pas de vainqueur
- 2009-2010 - pas de vainqueur
- 2010-2011 - Mark Letestu
- 2011-2012 - pas de vainqueur
- 2012-2013 - Simon Després
- 2013-2014 - Olli Maatta
- 2014-2015 - Derrick Pouliot
- 2015-2016 - Bryan Rust
- 2016-2017 - Matt Murray[3]
- Depuis 2017 - pas de vainqueur

### Meilleur joueur des joueurs
Les joueurs élisent à l'issue de chaque saison le meilleur joueur selon eux. Le trophée est remis pour la première fois lors de la seconde saison des Penguins.
- 1967-1968 - pas de vainqueur
- 1968-1969 - Val Fontyne
- 1969-1970 - Jean Pronovost et Dean Prentice
- 1970-1971 - Jean Pronovost
- 1971-1972 - Jean Pronovost
- 1972-1973 - Lowell MacDonald
- 1973-1974 - Jean Pronovost
- 1974-1975 - Ron Schock
- 1975-1976 - Jean Pronovost
- 1976-1977 - Denis Herron
- 1977-1978 - Denis Herron
- 1978-1979 - Greg Malone
- 1979-1980 - Rick Kehoe
- 1980-1981 - Rick Kehoe
- 1981-1982 - Mike Bullard
- 1982-1983 - Pate Boutette
- 1983-1984 - Denis Herron
- 1984-1985 - Warren Young
- 1985-1986 - Terry Ruskowski
- 1986-1987 - Terry Ruskowski et Dan Quinn
- 1987-1988 - Mario Lemieux
- 1988-1989 - Randy Hillier
- 1989-1990 - Randy Hillier
- 1990-1991 - Mark Recchi
- 1991-1992 - Joe Mullen
- 1992-1993 - Mario Lemieux
- 1993-1994 - Ron Francis
- 1994-1995 - Ron Francis
- 1995-1996 - Ron Francis
- 1996-1997 - Joe Mullen
- 1997-1998 - Ron Francis
- 1998-1999 - Jaromír Jágr et Martin Straka
- 1999-2000 - Martin Straka
- 2000-2001 - Martin Straka
- 2001-2002 - Alekseï Kovaliov et Ian Moran
- 2002-2003 - pas de vainqueur
- 2003-2004 - Kelly Buchberger
- 2004-2005 - pas de vainqueur
- 2005-2006 - John LeClair
- 2006-2007 - Mark Recchi
- 2007-2008 - Ryan Malone
- 2008-2009 - Eric Godard
- 2009-2010 - Jordan Staal
- 2010-2011 - Brooks Orpik
- 2011-2002 - Brooks Orpik
- 2012-2013 - Brooks Orpik
- 2013-2014 - Brooks Orpik
- 2014-2015 - Marc-André Fleury
- 2015-2016 - Marc-André Fleury
- 2016-2017 - Marc-André Fleury[3]
- 2017-2018 - Sidney Crosby
- 2018-2019 - Sidney Crosby
- 2019-2020 - pas de vainqueur

### Joueur le plus sympathique

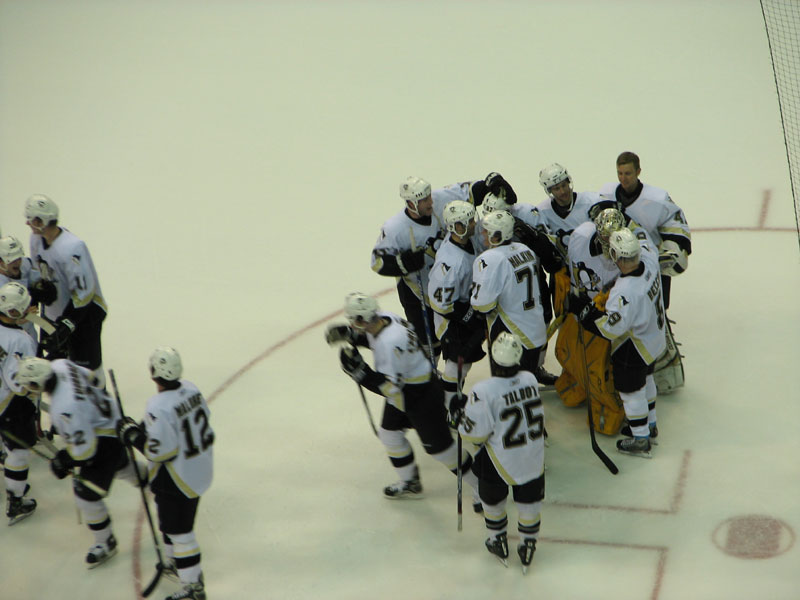
Une partie de l'équipe 2006-2007 des Penguins.

La presse locale de Pittsburgh décerne un trophée pour le joueur le plus disponible pour les interviews. Le trophée porte le nom de Aldege « Baz » Bastien, directeur des Penguins entre 1977 et 1983 : « "Baz" Bastien Memorial - Good Guy Award ».
- 1983-1984 - Gary Rissling
- 1984-1985 - Gary Rissling
- 1985-1986 - Terry Ruskowski
- 1986-1987 - Dan Frawley
- 1987-1988 - Randy Cunneyworth
- 1988-1989 - Jim Johnson
- 1989-1990 - Troy Loney
- 1990-1991 - Phil Bourque
- 1991-1992 - Larry Murphy
- 1992-1993 - Kevin Stevens
- 1993-1994 - Joe Mullen
- 1994-1995 - Larry Murphy
- 1995-1996 - Petr Nedvěd
- 1996-1997 - Ken Wregget
- 1997-1998 - Ron Francis
- 1998-1999 - Jiří Šlégr
- 1999-2000 - Rob Brown
- 2000-2001 - Alekseï Kovaliov
- 2001-2002 - Johan Hedberg
- 2002-2003 - Steve McKenna
- 2003-2004 - Brooks Orpik
- 2004-2005 - pas de vainqueur
- 2005-2006 - Sidney Crosby
- 2006-2007 - Toute l'équipe
- 2007-2008 - Ryan Whitney
- 2008-2009 - Sidney Crosby et Brooks Orpik
- 2009-2010 - Sidney Crosby et Marc-André Fleury
- 2010-2011 - Mike Rupp
- 2011-2012 - Marc-André Fleury et Pascal Dupuis
- 2012-2013 - Matt Niskanen
- 2013-2014 - Matt Niskanen
- Depuis 2014 - pas de vainqueur

### Joueur défensif de l'équipe
Le trophée Defensive Player of the Year récompense le joueur avec le plus de compétences défensives de l'équipe.
- 2008-2009 - Jordan Staal
- 2009-2010 - Brooks Orpik
- 2010-2011 - Brooks Orpik
- 2011-2012 - Brooks Orpik et Marc-André Fleury
- 2012-2013 - Paul Martin
- 2013-2014 - Matt Niskanen
- 2014-2015 - Kristopher Letang
- 2015-2016 - Kristopher Letang
- Depuis 2016 - pas de vainqueur

### Trophée en l'honneur de Johnson
Bob Johnson était l'entraîneur des Penguins en 1990-1991 quand ils remportent leur première Coupe Stanley. Il avait l'habitude de dire « It's a great day for hockey! », en français : C'est un grand jour pour le hockey ! et ce trophée vient récompenser le joueur qui personnalise le mieux l'état d'esprit de l'ancien entraîneur. Depuis 2001, le trophée n'est plus remis.
- 1994-1995 - Ron Francis et Joe Mullen
- 1995-1996 - Jaromír Jágr
- 1996-1997 - Joe Mullen
- 1997-1998 - Ron Francis
- 1998-1999 - Martin Straka
- 1999-2000 - Jiří Šlégr
- 2000-2001 - Martin Straka et Darious Kasparaïtis
- 2001-2002 - Ian Moran
- Depuis 2002 - pas de vainqueur

### Joueur le plus charitable

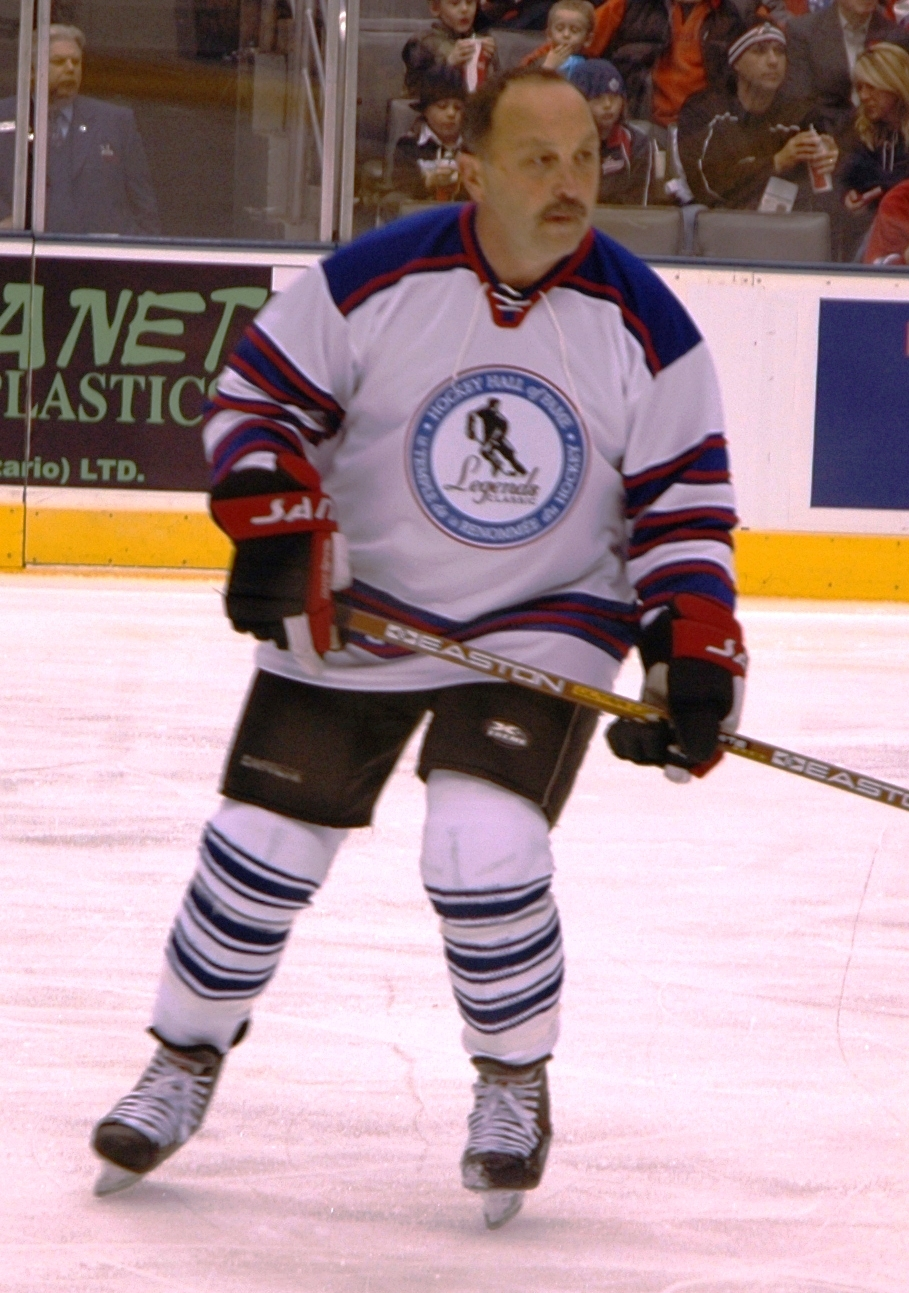
Bryan Trottier (ici en photo) et Ron Francis sont les joueurs les plus charitables de l'équipe en 1994-1995.

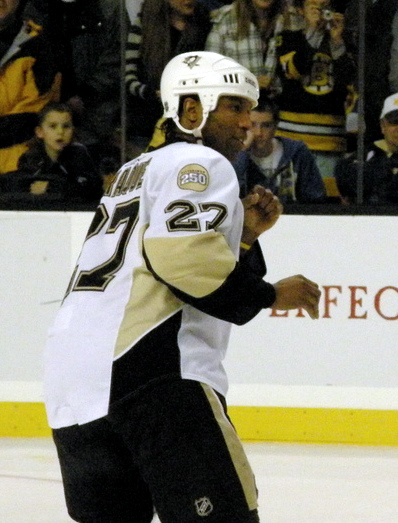
Georges Laraque, joueur le plus charitable en 2007-2008 est un combattant sur la glace.

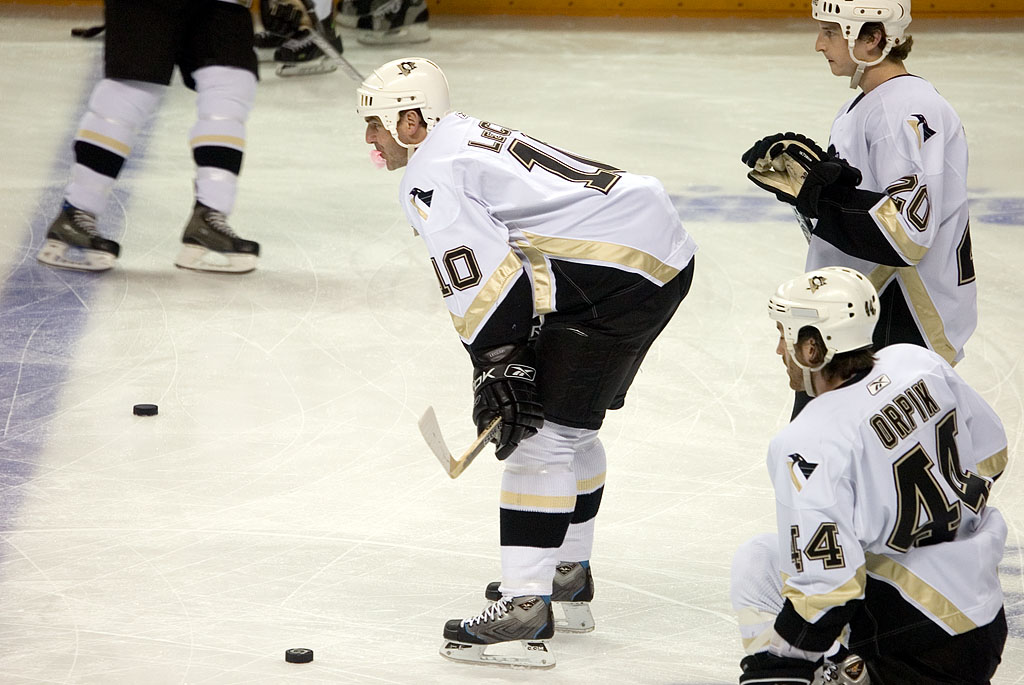
John LeClair (numéro 10), Brooks Orpik (numéro 44) et Colby Armstrong (numéro 20).

Le « The Edward J. DeBartolo Community Service Award » est un trophée remis au joueur qui participe le plus à la vie extra sportive et caritative de la ville de Pittsburgh. Edward J. DeBartolo était le propriétaire de l'équipe entre 1977 et 1991.
- 1991-1992 - Troy Loney et Phil Bourque
- 1992-1993 - Jim Paek et Shawn McEachern
- 1993-1994 - Ken Wregget et Tom Barrasso
- 1994-1995 - Ron Francis et Bryan Trottier
- 1995-1996 - Dave Roche
- 1996-1997 - Joe Dziedzic et Chris Tamer
- 1997-1998 - Chris Tamer et Tyler Wright
- 1998-1999 - Rob Brown et Tyler Wright
- 1999-2000 - Matthew Barnaby et Ian Moran
- 2000-2001 - Bob Boughner
- 2001-2002 - Andrew Ference
- 2002-2003 - Johan Hedberg et Steve McKenna
- 2003-2004 - Steve McKenna et Rico Fata
- 2004-2005 - pas de vainqueur
- 2005-2006 - Ryan Malone, Ryan Whitney, Marc-André Fleury et Colby Armstrong
- 2006-2007 - Mark Recchi
- 2007-2008 - Georges Laraque
- 2008-2009 - Eric Godard
- 2009-2010 - Sidney Crosby
- 2010-2011 - Mike Rupp et Maxime Talbot
- 2011-2012 - Ievgueni Malkine
- 2012-2013 - Matt Cooke
- 2013-2014 - Marc-André Fleury
- 2014-2015 - Paul Martin
- 2015-2016 - Sidney Crosby
- 2016-2017 - Sidney Crosby[3]
- 2017-2018 - Matt Murray
- 2018-2019 - Matt Murray et Bryan Rust
- 2019-2020 - pas de vainqueur

### Joueur étoile

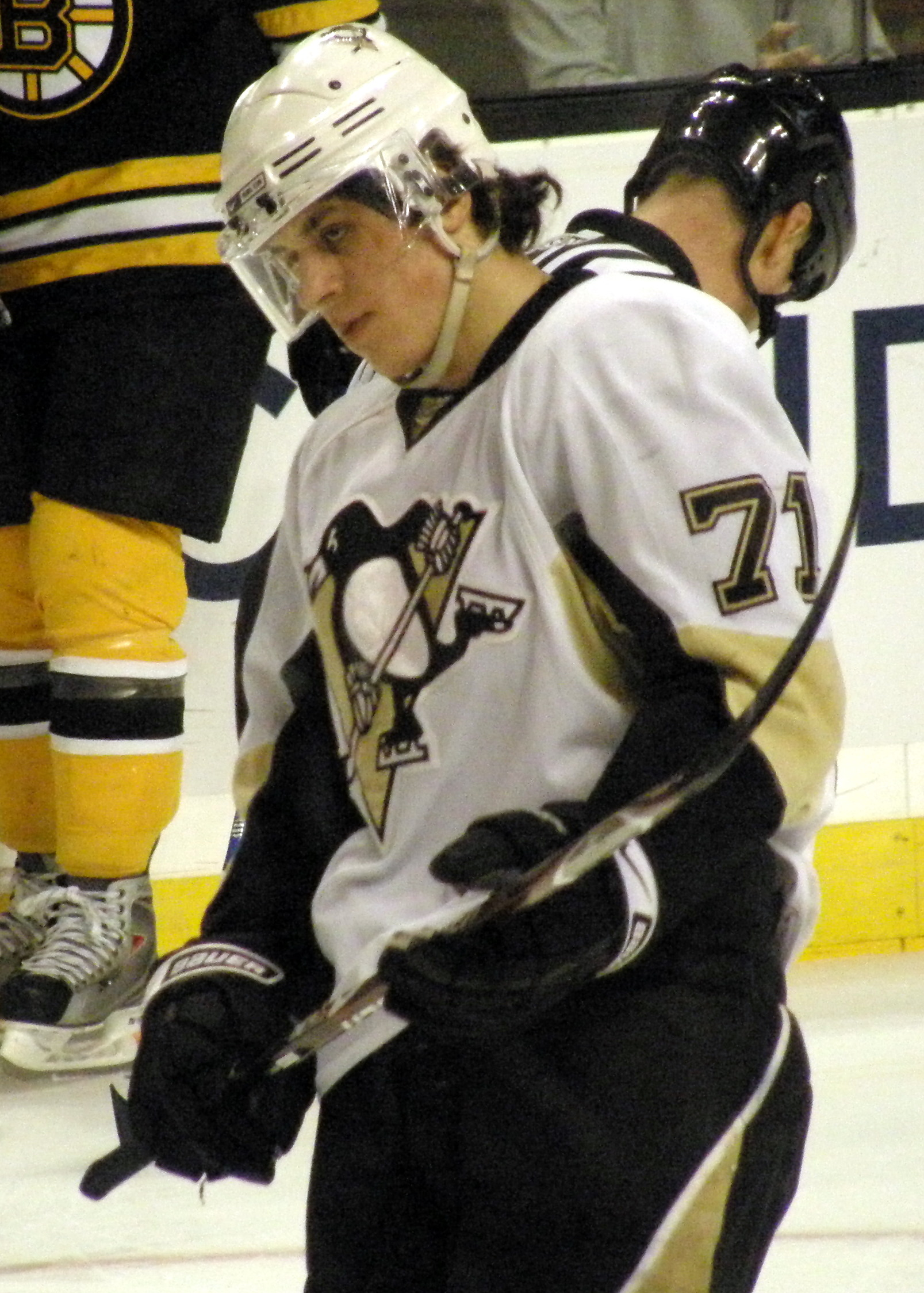
Ievgueni Malkine, un des nouveaux meneurs de l'équipe depuis 2006.

Le A.T. Caggiano Booster Club Award est remis pour le joueur ayant le plus d'étoiles à la suite des matchs à domicile : à la fin de chaque match dans la Mellon Arena, les journalistes locaux élisent les trois meilleurs joueurs de chaque rencontre. Les joueurs choisis sont alors désignés « first, second and third star of the match », première, seconde et troisième étoile du match. Le trophée est nommé selon  A.T. Caggiano cité plus haut.
- 1974-1975 - Vic Hadfield
- 1975-1976 - Dave Burrows
- 1976-1977 - Dunc Wilson
- 1977-1978 - Denis Herron
- 1978-1979 - Randy Carlyle
- 1979-1980 - George Ferguson
- 1980-1981 - Randy Carlyle
- 1981-1982 - Michel Dion
- 1982-1983 - Michel Dion
- 1983-1984 - Mike Bullard
- 1984-1985 - Mario Lemieux
- 1985-1986 - Mario Lemieux
- 1986-1987 - Mario Lemieux
- 1987-1988 - Mario Lemieux
- 1988-1989 - Mario Lemieux
- 1989-1990 - Mario Lemieux
- 1990-1991 - Mark Recchi
- 1991-1992 - Mario Lemieux
- 1992-1993 - Mario Lemieux
- 1993-1994 - Ron Francis
- 1994-1995 - Jaromír Jágr
- 1995-1996 - Mario Lemieux
- 1996-1997 - Mario Lemieux
- 1997-1998 - Jaromír Jágr
- 1998-1999 - Jaromír Jágr
- 1999-2000 - Jean-Sébastien Aubin
- 2000-2001 - Alekseï Kovaliov
- 2001-2002 - Alekseï Kovaliov
- 2002-2003 - Mario Lemieux
- 2003-2004 - Ryan Malone
- 2004-2005 - pas de vainqueur
- 2005-2006 - Sidney Crosby
- 2006-2007 - Sidney Crosby
- 2007-2008 - Ievgueni Malkine
- 2008-2009 - Ievgueni Malkine
- 2009-2010 - Sidney Crosby
- 2010-2011 - pas de vainqueur
- 2011-2012 - Ievgueni Malkine
- 2012-2013 - Sidney Crosby et Marc-André Fleury
- 2013-2014 - Sidney Crosby et Marc-André Fleury
- 2014-2015 - Marc-André Fleury
- Depuis 2015 - pas de vainqueur

### Joueur nommé pour le trophée Masterton
Le trophée Bill-Masterton, en anglais « Bill Masterton Memorial Trophy » est un prix remis par la Ligue nationale de hockey au joueur de ayant démontré le plus de qualité de persévérance et d'esprit d'équipe. Ce trophée rend hommage à Bill Masterton, un ancien joueur des North Stars du Minnesota qui est mort le 15 janvier 1968 lors d'un match. 
La presse de Pittsburgh décide par vote quel joueur des Penguins est nommé pour représenter l'équipe. Le trophée interne porte le nom de « Masterton Nominee - Comeback Player Award ». En 1993, Mario Lemieux remporte le trophée des Penguins mais également celui de la LNH.
- 1982-1983 - Greg Malone
- 1983-1984 - Denis Herron
- 1984-1985 - Gary Rissling et Warren Young
- 1985-1986 - Terry Ruskowski
- 1986-1987 - Randy Cunneyworth
- 1987-1988 - Randy Hillier
- 1988-1989 - Phil Bourque
- 1989-1990 - Mario Lemieux
- 1990-1991 - Mario Lemieux
- 1991-1992 - Joe Mullen
- 1992-1993 - Mario Lemieux
- 1993-1994 - Kevin Stevens
- 1994-1995 - John Cullen
- 1995-1996 - Ron Francis
- 1996-1997 - Joe Mullen
- 1997-1998 - Rob Brown
- 1998-1999 - Darius Kasparaitis
- 1999-2000 - Darius Kasparaitis
- 2000-2001 - Ian Moran
- 2001-2002 - Stéphane Richer
- 2002-2003 - Martin Straka
- 2003-2004 - Landon Wilson
- 2004-2005 - pas de joueur nommé
- 2005-2006 - John LeClair
- 2006-2007 - Alain Nasreddine
- 2007-2008 - Ty Conklin
- 2008-2009 - Mark Eaton
- 2009-2010 - Bill Guerin
- 2010-2011 - Deryk Engelland
- 2011-2012 - Matt Cooke
- 2012-2013 - Sidney Crosby
- 2013-2014 - Kristopher Letang
- 2014-2015 - Kristopher Letang
- 2015-2016 - Pascal Dupuis
- 2016-2017 - Marc-André Fleury[3]
- 2017-2018 - Kris Letang
- 2018-2019 - Matt Cullen
- 2019-2020 - pas de joueur nommé
- 2020-2021 - Casey DeSmith

### Meilleur joueur

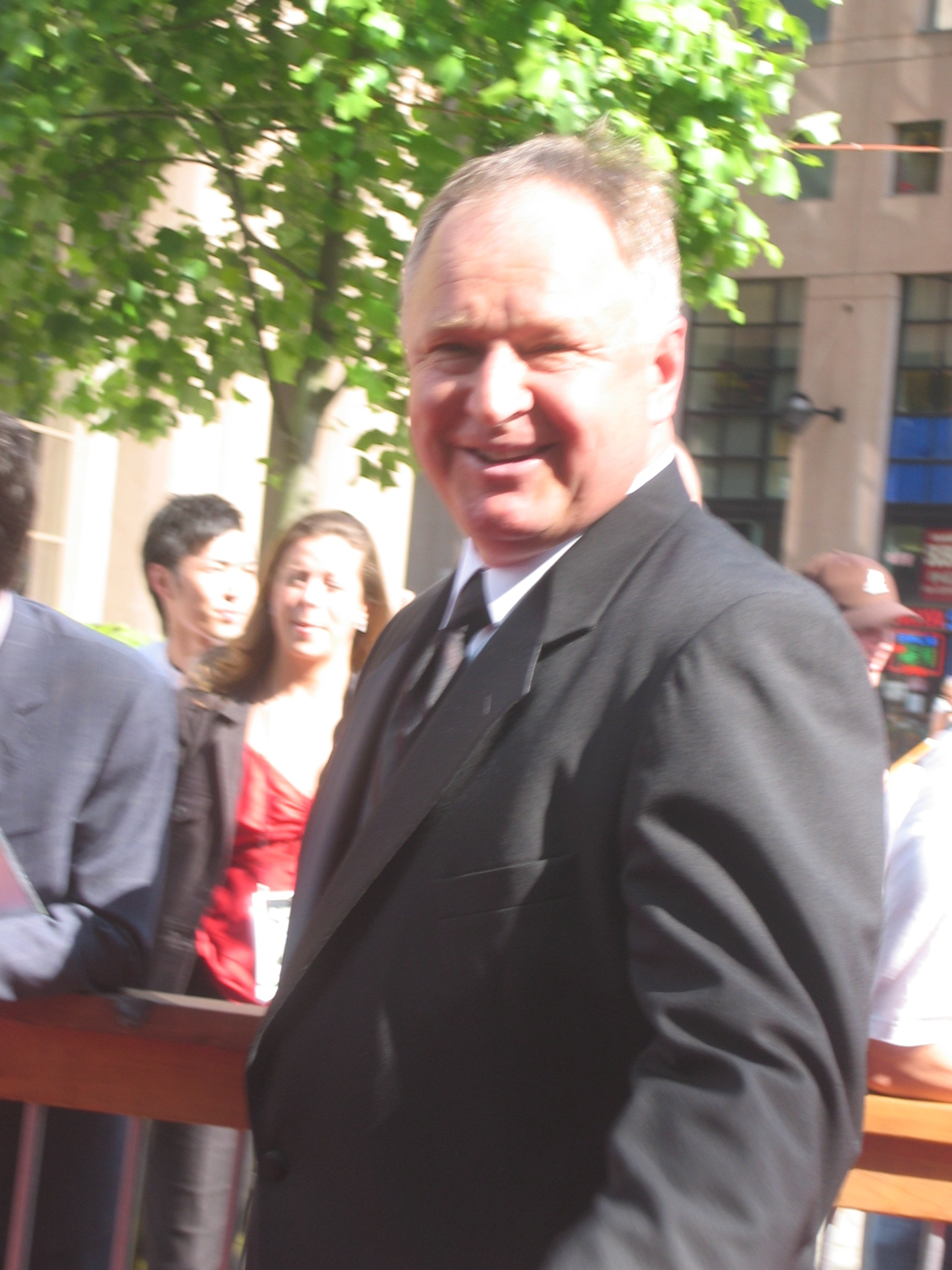
Randy Carlyle meilleur joueur en 1980-1981 de l'équipe.

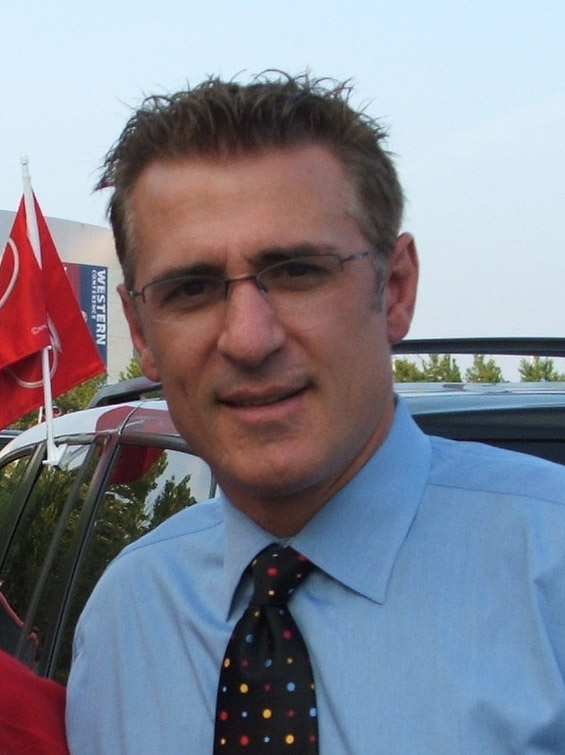
Ron Francis, un des grands joueurs de l'histoire des Penguins.

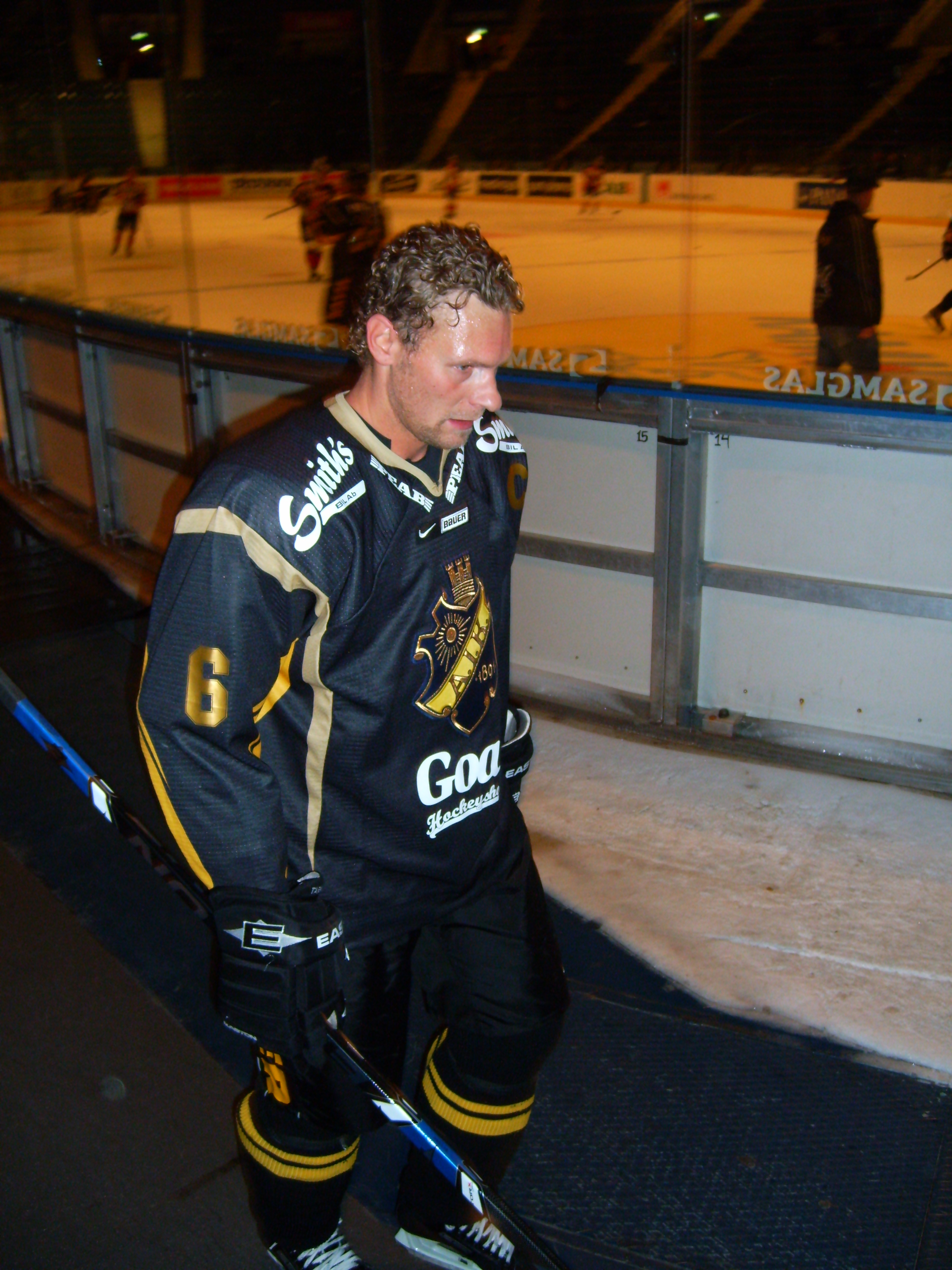
Dick Tärnström, défenseur de l'équipe, est le meilleur joueur en 2003-2004.

Le meilleur joueur de chaque saison selon les dirigeants reçoit le trophée « Most Valuable Player Award ».
- 1967-1968 - Les Binkley
- 1968-1969 - Keith McCreary
- 1969-1970 - Jean Pronovost
- 1970-1971 - Ron Schock
- 1971-1972 - Jean Pronovost
- 1972-1973 - Dave Burrows
- 1973-1974 - Syl Apps, Dave Burrows, Jean Pronovost et Lowell MacDonald
- 1974-1975 - Ron Schock et Ron Stackhouse
- 1975-1976 - Pierre Larouche
- 1976-1977 - Dunc Wilson
- 1977-1978 - Pete Mahovlich
- 1978-1979 - Ron Stackhouse et Orest Kindrachuk
- 1979-1980 - George Ferguson
- 1980-1981 - Randy Carlyle
- 1981-1982 - Michel Dion
- 1982-1983 - Doug Shedden
- 1983-1984 - Mike Bullard
- 1984-1985 - Mario Lemieux
- 1985-1986 - Mario Lemieux
- 1986-1987 - Mario Lemieux
- 1987-1988 - Mario Lemieux
- 1988-1989 - Mario Lemieux
- 1989-1990 - Mario Lemieux
- 1990-1991 - Mark Recchi
- 1991-1992 - Mario Lemieux
- 1992-1993 - Mario Lemieux
- 1993-1994 - Ron Francis
- 1994-1995 - Jaromír Jágr
- 1995-1996 - Mario Lemieux
- 1996-1997 - Mario Lemieux
- 1997-1998 - Ron Francis et Jaromír Jágr
- 1998-1999 - Jaromír Jágr
- 1999-2000 - Jaromír Jágr
- 2000-2001 - Mario Lemieux
- 2001-2002 - Alekseï Kovaliov
- 2002-2003 - Mario Lemieux
- 2003-2004 - Dick Tärnström
- 2004-2005 - pas de vainqueur
- 2005-2006 - Sidney Crosby
- 2006-2007 - Sidney Crosby
- 2007-2008 - Ievgueni Malkine
- 2008-2009 - Ievgueni Malkine
- 2009-2010 - Sidney Crosby
- 2010-2011 - Marc-André Fleury
- 2011-2012 - Ievgueni Malkine
- 2012-2013 - Sidney Crosby
- 2013-2014 - Sidney Crosby
- 2014-2015 - Marc-André Fleury
- 2015-2016 - Sidney Crosby
- 2016-2017 - Sidney Crosby[3]
- 2017-2018 - Ievgueni Malkine
- 2018-2019 - Sidney Crosby
- 2019-2020 - Ievgueni Malkine
- 2020-2021 - Casey DeSmith[7]

### Joueurs oubliés
Le joueur de l'équipe qui fournit beaucoup d'effort mais sans être pour autant être mis en avant par une récompense reçoit tout de même un trophée. Le trophée portait le nom de « Bill McCracken Memorial Award » mais se nomme actuellement «  Pittsburgh Penguins Unsung Hero Award ». Le trophée n'est plus remis depuis 1999.
- 1969-1970 - Val Fonteyne
- 1970-1971 - Bob Blackburn
- 1971-1972 - Duane Rupp
- 1972-1973 - Lowell MacDonald
- 1973-1974 - Ron Schock
- 1974-1975 - Gary Inness
- 1975-1976 - Ron Stackhouse
- 1976-1977 - Wayne Bianchin
- 1977-1978 - Dave Schultz
- 1978-1979 - George Ferguson
- 1979-1980 - Russ Anderson
- 1980-1981 - Paul Gardner
- 1981-1982 - Pat Boutette
- 1982-1983 - André St-Laurent
- 1983-1984 - Gary Rissling
- 1984-1985 - Gary Rissling
- 1985-1986 - Randy Cunneyworth et Dave Hannan
- 1986-1987 - Dan Frawley
- 1987-1988 - Dave Hunter
- 1988-1989 - Bob Errey
- 1989-1990 - Bob Errey et Troy Loney
- 1990-1991 - Randy Gilhen
- 1991-1992 - Joe Mullen
- 1992-1993 - Ron Francis
- 1993-1994 - Joe Mullen
- 1994-1995 - Ken Wregget
- 1995-1996 - Petr Nedvěd
- 1996-1997 - Stu Barnes
- 1997-1998 - Rob Brown et Martin Straka
- 1998-1999 - Guerman Titov

### Meilleur pointeur

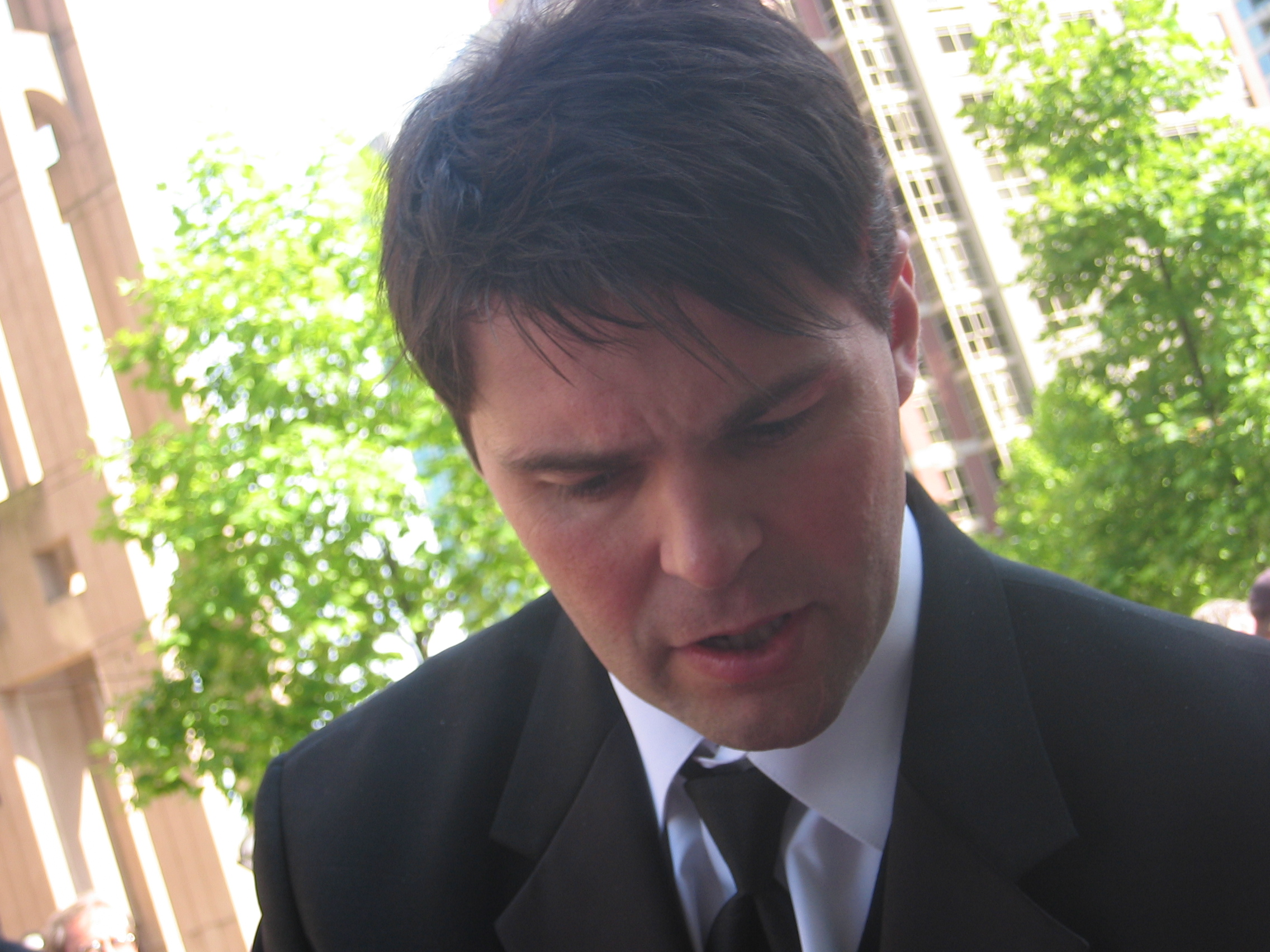
Jaromír Jágr, un des meilleurs joueurs des Penguins au cours des années 1990.

Le meilleur pointeur de l'équipe reçoit annuellement un trophée. Différentes sociétés ont sponsorisé le trophée au cours des saisons. Le trophée n'est plus remis depuis 2003 :
- 1967-1968 - Andy Bathgate
- 1968-1969 - Ken Schinkel
- 1969-1970 - Dean Prentice
- 1970-1971 - Bryan Hextall
- 1971-1972 - Syl Apps
- 1972-1973 - Syl Apps
- 1973-1974 - Syl Apps
- 1974-1975 - Ron Schock
- 1975-1976 - Pierre Larouche
- 1976-1977 - Jean Pronovost
- 1977-1978 - Jean Pronovost
- 1978-1979 - Greg Malone
- 1979-1980 - Rick Kehoe
- 1980-1981 - Rick Kehoe
- 1981-1982 - Rick Kehoe
- 1982-1983 - Doug Shedden
- 1983-1984 - Mike Bullard
- 1984-1985 - Mario Lemieux
- 1985-1986 - Mario Lemieux
- 1986-1987 - Mario Lemieux
- 1987-1988 - Mario Lemieux
- 1988-1989 - Mario Lemieux
- 1989-1990 - Mario Lemieux
- 1990-1991 - Mark Recchi
- 1991-1992 - Mario Lemieux
- 1992-1993 - Mario Lemieux
- 1993-1994 - Jaromír Jágr
- 1994-1995 - Jaromír Jágr
- 1995-1996 - Mario Lemieux
- 1996-1997 - Mario Lemieux
- 1997-1998 - Jaromír Jágr
- 1998-1999 - Jaromír Jágr
- 1999-2000 - Jaromír Jágr
- 2000-2001 - Jaromír Jágr
- 2001-2002 - Alekseï Kovaliov
- 2002-2003 - Mario Lemieux

### Meilleur défenseur

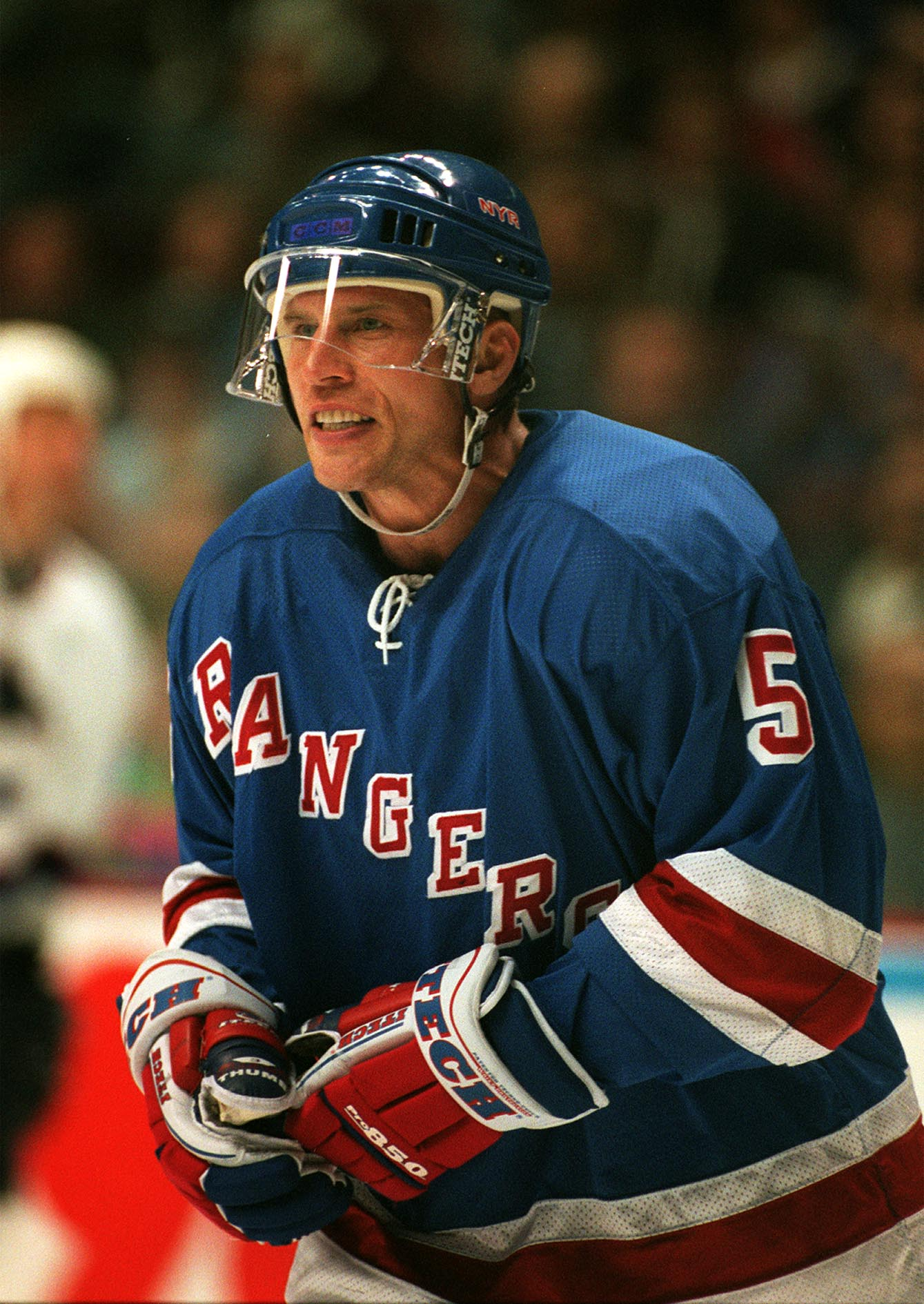
Ulf Samuelsson meilleur défenseur deux saisons, champion en 1991 et 1992 et membre du temple interne des Penguins (ici sous le maillot des Rangers de New York).

Certaines années le meilleur joueur défenseur de l'équipe est récompensé par un trophée. 
- 1979-1980 - Ron Stackhouse
- 1980-1981 - Randy Carlyle
- 1992-1993 - Tom Barrasso
- 1993-1994 - Ulf Samuelsson
- 1994-1995 - Ulf Samuelsson
- 1995-1996 - Chris Tamer
- 1996-1997 - Darious Kasparaïtis
- 1997-1998 - Tom Barrasso
- 1998-1999 - Guerman Titov
- 2009-2010 - Brooks Orpik
- 2010-2011 - Brooks Orpik
- 2011-2012 - Brooks Orpik et Marc-André Fleury

## Numéros retirés
Quand une franchise, de hockey en particulier et de sport en général, décide de « retirer un maillot », plus aucun joueur de l'équipe ne pourra porter le numéro en question. Les numéros retirés sont souvent accrocher dans les hauteurs de la patinoire de l'équipe avec une réplique du maillot porté par le joueur. Depuis le début de l'histoire des Penguins, en 1967, deux maillots sont ainsi honorés par les Penguins alors que celui de Wayne Gretzky a été retiré pour toutes les équipes de la LNH en 1999.
|    | Mario Lemieux : retiré du 19 novembre 1997 au 27 décembre 2000 (retour au jeu de Lemieux) Maillot re-retiré le 24 janvier 2006 et re-élevé au cours de la saison 2006-2007 de la LNH. |
|    | |
| 66 | |
|    | |
|    | |

|    | Michel Brière : retiré le 5 janvier 2001. Un trophée à son nom récompense le joueur le plus efficace de la saison dans la Ligue de hockey junior majeur du Québec. |
|    | |
| 21 | |
|    | |
|    | |

## Meilleurs joueurs de tous les temps
À l'occasion de la fin de la construction de la nouvelle patinoire des Penguins en août 2010, l'équipe dévoile une liste des 16 meilleurs joueurs de l'histoire de la franchise, selon le vote des fans mais également des officiels et journalistes. Un espace interactif est dédié à ces joueurs dans une salle du Consol Energy Center mais également aux plus belles rencontres des Penguins et aux trois victoires de l'histoire de la franchise. La liste des joueurs est la suivante :
- Mario Lemieux,
- Ron Francis,
- Jaromír Jágr,
- Rick Kehoe,
- Kevin Stevens,
- Jean Pronovost,
- Paul Coffey,
- Larry Murphy,
- Ulf Samuelsson,
- Tom Barrasso,
- Syl Apps, Jr.,
- Joe Mullen,
- Dave Burrows,
- Les Binkley,
- Pierre Larouche.

Cinq joueurs de plus font partie d'une section « mention honorable » :
- Randy Carlyle,
- Rick Tocchet,
- Martin Straka,
- Ron Stackhouse,
- Lowell MacDonald.

Des bâtisseurs de l'équipe sont également mis en avant par cette section du complexe :
- Jack Riley,
- Craig Patrick,
- Bob Johnson,
- Eddie Johnston
- Scotty Bowman,
- Herb Brooks,
- Edward J. DeBartolo,
- Mike Lange, commentateur des rencontres de l'équipe,
- Vince Lascheid, ancien organiste de la Mellon Arena,
- John Barbero, ancien annonceur de la Mellon Arena,
- A.T. Caggiano,
- Frank Sciulli, a vécu dans l'ombre du vestiaire des Penguins depuis 1967 jusqu'à sa mort au cours de l'été 2007,
- Elaine Heufelder, assistante de direction pendant 35 ans auprès des différents directeurs de l'équipe. Elle a pris sa retraite après la saison 2002-2003.
- Charles « Chip » Burke